# Arnold Ludwig von Holtzbrinck
Arnold Ludwig von Holtzbrinck  (* 20. September 1811 in Altena; † 8. April 1886) war ein Landrat der Landkreise Siegen und Altena sowie Abgeordneter im Preußischen Abgeordnetenhaus.

## Leben
Arnold Ludwig von Holtzbrinck war der zweite Sohn des Landrates Heinrich Wilhelm von Holtzbrinck und Bruder des jüngeren Heinrich Wilhelm. Aus der Ehe mit seiner entfernten Cousine Emma von Manger stammt die Tochter Henriette Caroline Anna, 1847 geboren.
Nach Schulbesuch in Altena besuchte er ein Gymnasium in Essen. Er studierte Jura in Berlin, Bonn und Heidelberg. Während seines Studiums wurde er 1830 Mitglied der Alten Bonner Burschenschaft.
Gleichzeitig diente er freiwillig ab 1830 in der Landwehr. Nach bestandener Prüfung zum Auskultator begann er am 1. Mai 1833 seine juristische Karriere am Land- und Stadtgericht Altena. Es folgte eine Ausbildung zum Referendar. Seine Mitgliedschaft in einer Burschenschaft führte zu einer Verurteilung zu sechs Jahren Festungshaft, verbunden mit dem Entzug aller Ämter und Titel (Amtsentsetzung). Im Zuge der Demagogenverfolgung wurde er deswegen im Schwarzen Buch der Frankfurter Bundeszentralbehörde (Eintrag Nr. 748) festgehalten. Durch positive Bescheinigungen früherer Vorgesetzter und eine Begnadigung (1837) konnte er dennoch 1839 das zweite juristische Examen abschließen. 1839 agierte Holtzbrinck als Regierungsassessor in Merseburg.
Der Jurist von Holtzbrinck war von 1846 bis 1854 Landrat in Siegen. Die Verwaltung des Amtes Siegen war ihm durch königlichen Erlass schon vom 8. Juli 1846 angetragen worden. Die tatsächliche Übernahme erfolgte aber erst im Oktober, was auf den schlechten Gesundheitszustand seiner Frau zurückzuführen war. In seine Amtszeit fiel der Bau der Sandstraße, die um den Burgberg herumführte und so eine Entlastung der Zugtiere zur Folge hatte. Ebenfalls entstand zu dieser Zeit eine neue Wiesenordnung und er führte eine schärfere Polizeiaufsicht und Disziplinierung der Gendarmen ein. Dies, wie auch die Revision der Steuerangelegenheiten, führte dazu, dass er in der Bevölkerung als schneidiger Beamter wahrgenommen wurde und offenbar nicht sonderlich beliebt war. Von Holtzbrinck wird jedoch auch die Abwendung einer Hungersnot im Jahre 1847 durch die Bildung eines Kreiskornvereins zugerechnet.
Landrat von Holtzbrinck war zudem zwischen 1849 und 1854 Direktor des Kultur- und Gewerbevereins Siegen. 1849 wurde er zum Schützenhauptmann gewählt. 1850 folgte dann seine Wahl zum Abgeordneten der II. Kammer des Preußischen Abgeordnetenhauses.
Am 28. September 1854 wurde von Holtzbrinck als Landrat nach Altena versetzt, nachdem er zuvor durch die Wahlkommission Iserlohn zum ersten Kandidaten für das dortige Landratsamt ernannt worden war. Dort trat er am 12. Juni 1878 im Alter von fast 67 Jahren in den Ruhestand. Weiterhin aktiv blieb er jedoch als Mitglied des Provinzialausschusses. Diesem war er 1860 beigetreten.
Er erhielt mehrere Auszeichnungen für sein wirtschaftliches und soziales Wirken. Nachdem er 1856 zum Ehrenritter des Johanniterordens ernannt worden war, ließ er auf der Burg Altena ein Krankenhaus einrichten. Nachfolgend wurde Holtzbrinck Rechtsritter der Kongregation und seit 1874 Kommendator der Westfälischen Genossenschaft des Johanniterordens. Er gehörte damit zu den höchsten Würdenträger des Ordens.
Die Beisetzung von Holtzbrincks fand auf dem Familienfriedhof von Gut Helbecke bei Nachrodt-Wiblingwerde statt.

## Ehrungen und Auszeichnungen
- Roter Adlerorden 3. Klasse
- Königlicher Kronen-Orden des Verdienstordens des Königreichs Preußen
- Königlicher Hausorden von Hohenzollern
- Ehrenritter des Johanniterordens (1856); ff. Rechtsritter, 1874 Kommendator
- Titel des Kammerherren (1884)